# Ga Motomachi (Hokkaidō)
Ga Motomachi (元町駅) là nhà ga tàu điện ngầm nằm ở Higashi, Sapporo, Hokkaidō, Nhật Bản. Nhà ga được đánh số H03.

## Bố trí ga
| G                                     | Mặt đất                                       | Lối vào/Lối ra                                  |
| Sân ga                                | Sân ga 1                                      | đi H04 Kanjō-Dōri-Higashi (Hướng đi Fukuzumi) → |
| Sân ga đảo, cửa sẽ mở ở bên trái/phải |                                               |                                                 |
| Sân ga 2                              | ← đi H02 Shindō-Higashi (Hướng đi Sakaemachi) |                                                 |

## Lịch sử
- 2 tháng 12 năm 1988: Nhà ga mở cửa, điểm bắt đầu của tuyến từ Sakaemachi đến Hōsui-Susukino.[1]
- 9 tháng 3 năm 2017: Cửa chắn sân ga đã được lắp đặt và đi vào hoạt động.

## Xung quanh nhà ga
- Cửa hàng tiện lợi Lawson, Higashi, Sapporo

## Thống kê lượng hành khách
Theo Cục Giao thông vận tải Thành phố Sapporo, số lượng hành khách trung bình mỗi ngày trong năm tài chính 2020 là 7.363.
Số lượng hành khách trung bình mỗi ngày trong những năm gần đây như sau.
| Năm  | Lượng hành khách trung bình mỗi ngày | Nguồn |
| ---- | ------------------------------------ | ----- |
| 2003 | 7,536                                | [ 2 ] |
| 2004 | 7,681                                | [ 2 ] |
| 2005 | 7,761                                | [ 2 ] |
| 2006 | 7,857                                | [ 2 ] |
| 2007 | 7,810                                | [ 2 ] |
| 2008 | 7,850                                | [ 2 ] |
| 2009 | 7,804                                | [ 2 ] |
| 2010 | 8,044                                | [ 2 ] |
| 2011 | 8,316                                | [ 3 ] |
| 2012 | 8,657                                | [ 3 ] |
| 2013 | 8,994                                | [ 3 ] |
| 2014 | 9,252                                | [ 3 ] |
| 2015 | 9,495                                | [ 3 ] |
| 2016 | 9,727                                | [ 4 ] |
| 2017 | 9,590                                | [ 4 ] |
| 2018 | 9,435                                | [ 5 ] |
| 2019 | 9,362                                | [ 5 ] |
| 2020 | 7,363                                | [ 6 ] |

## Hình ảnh

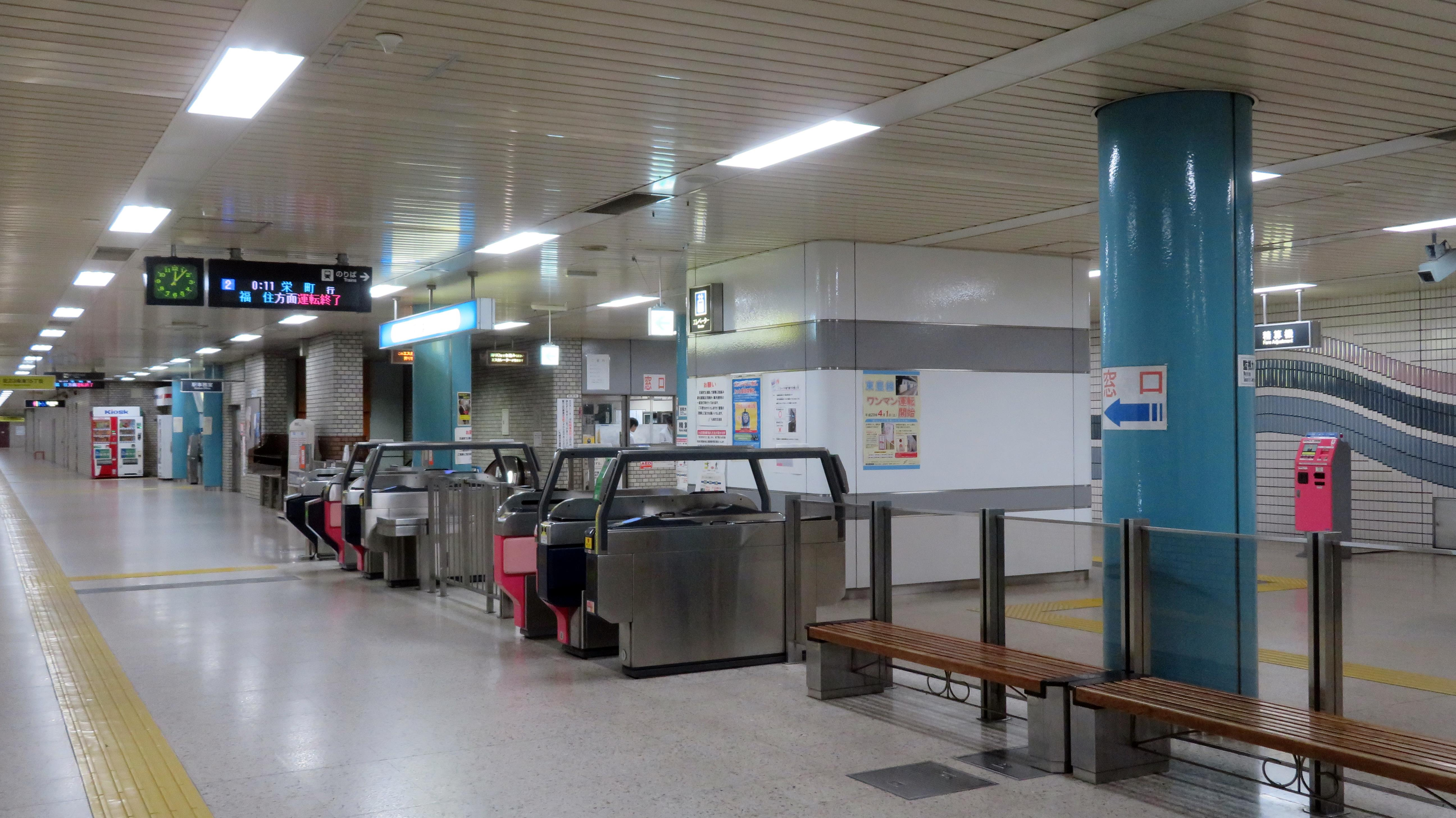
Cổng soát vé
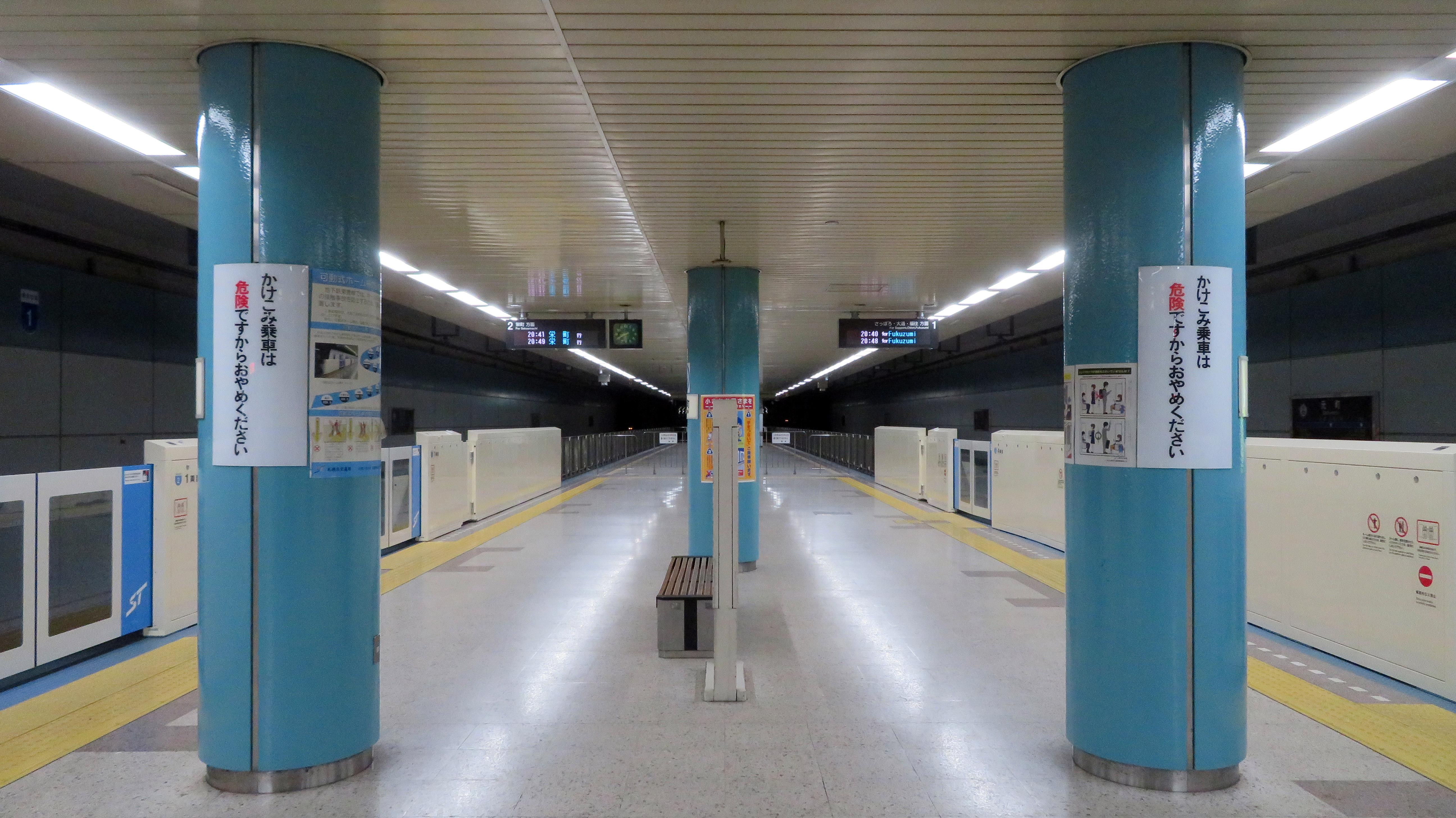
Sân ga
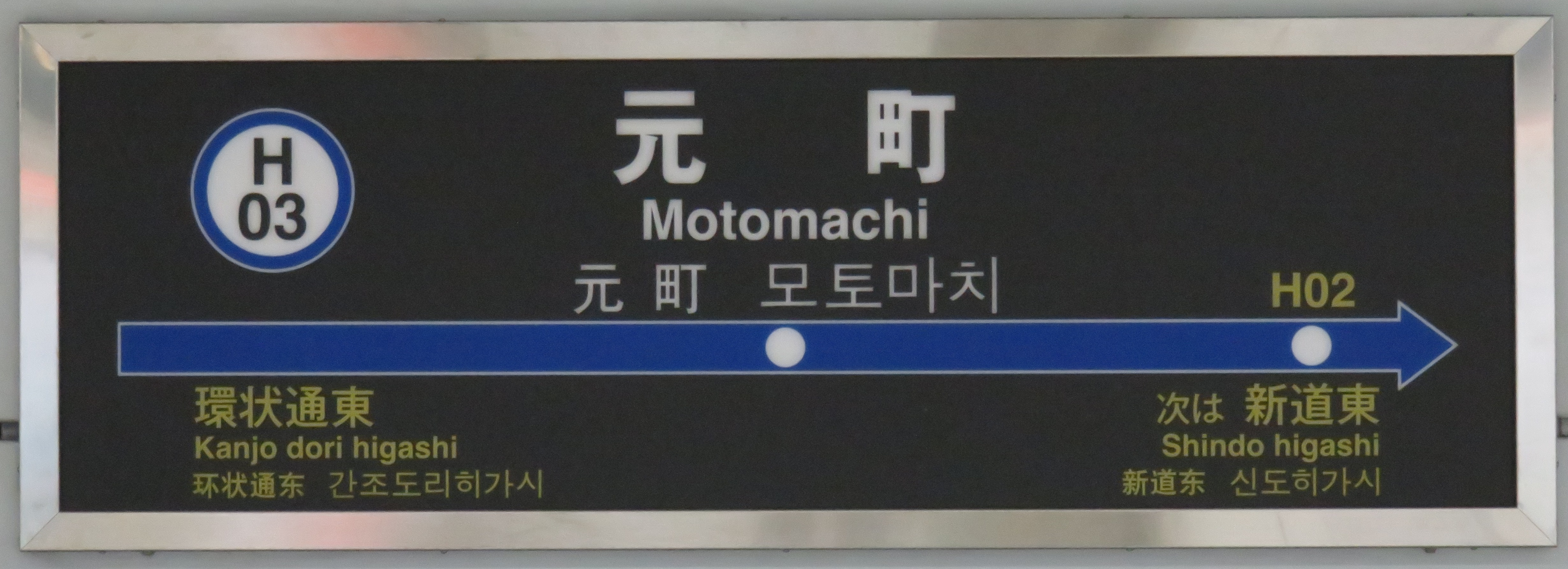
Biển tên của nhà ga